# 国際生活機能分類
国際生活機能分類（こくさいせいかつきのうぶんるい、英語: International Classification of Functioning, Disability and Health, ICF）とは、世界保健機関が2001年5月22日の世界保健総会において、国際障害分類（1980年採択、英語: International Classification of Impairments, Disabilities and Handicaps; ICIDH）の改訂版として採択、加盟国に勧告している、健康状態、心身機能、障害の状態を相互影響関係および独立項目として分類し、当事者の視点による生活の包括的・中立的記述をねらいにする医療基準。

## 分析要素
- 健康状態
- 心身機能・身体構造
- 活動（個人の活動、作業）、参加（生活環境、社会への参加）
- 環境因子、個人因子

## 概要
- 身体機能、構造は、健康状態、個人因子、環境因子と相互影響関係にあると同時に、独立して分析。
- 健康状態において、社会、医療的観点を統合して評価[2]。
- 全ての健康状態の個人に対応できる指標。
- 身体機能を重視することにより、中立的記述が可能。
- 健康状態、医療診断を扱う世界保健機関「疾病及び関連保健問題の国際統計分類 (ICD)」において、扱われていなかった身体機能・構造の評価を行う。